# ツアー・オブ・ミズーリ
ツアー・オブ・ミズーリ（Tour of Missouri）は、例年9月に、アメリカ合衆国ミズーリ州を舞台に開催される、自転車競技、ロードレースのステージレースの名称。UCIアメリカツアー2.HCにランクされている。

## 概要
2007年に第1回が開催された。当初は2.1のランクだった。第1回の大会では、同年のツール・ド・フランスで総合初優勝を遂げたアルベルト・コンタドールが、同総合3位のリーヴァイ・ライプハイマーとともに参加したことで話題となった。2009年より2.HCに格上げされた。
しかし2010年、資金不足により中止された。

## 歴代優勝者
| 年   | 優勝者                           |
| ---- | -------------------------------- |
| 2007 | ジョージ・ヒンカピー             |
| 2008 | クリスティアン・ヴァンデヴェルデ |
| 2009 | デヴィッド・ザブリスキー         |